# Синклер, Робин, 2-й виконт Терсо
Робин Макдональд Синклер, 2-й виконт Тёрсо (англ. Robin Macdonald Sinclair, 2nd Viscount Thurso; 24 декабря 1922 — 29 апреля 1995) — шотландский землевладелец, бизнесмен и политик Либеральной партии.

## Происхождение и образование
Родился 24 декабря 1922 года в Кингстон-Вейл. Старший сын лидера Либеральной партии Арчибальда Синклера (1890—1970), который позже стал 1-м виконтом Терсо, и Мэриголд Форбс (1897—1975), старшей дочери леди Анджелы и полковника Джеймса Стюарта Форбс.
Он получил образование в Итонском колледже, Новом колледже в Оксфорде и Эдинбургском университете, где он был капитаном лодок в университетском лодочном клубе с 1946 по 1947 год.

## Профессиональная карьера
Синклер служил в Королевских ВВС с 1941 по 1946 год. Он был лейтенантом авиации в 684-й эскадрилье, 540-й эскадрилье и командовал авиаэскадрилией Эдинбургского университета в 1946 году. Он был основателем и первым председателем Caithness Glass Ltd. Он был председателем Sinclair Family Trust Ltd, Lochdhu Hotels Ltd и Thurso Fisheries Ltd. Он был директором Stephens (Plastics) Ltd.

## Политическая карьера
Робин Синклер был избран либералом в совет округа Кейтнесс в 1949 году. В 1957 году он был избран в городской совет Терсо. Он работал в советах округа и города до 1961 года, а затем снова с 1965 по 1973 год. Он был членом Исполнительного комитета Шотландской либеральной партии. Он был кандидатом от либералов в округе Восточный Абердиншир на парламентских выборах 1966 года. В 1964 году в избирательном округе победили консерваторы, а либералы заняли второе место. Ему удалось увеличить число голосов либералов и достичь перевеса в 5,5 %, однако консерваторы сохранили место. Он больше не баллотировался в Палату общин, но вошел в Палату лордов, унаследовав пэрство своего отца в 1970 году.
Он был активным сторонником Boys' Brigade . Он занимал должности заместителя лейтенанта Кейтнесса (1952—1964) и вице-лорда-лейтенанта Кейтнесса (1964—1973). В 1959 году он был назначен мировым судьей Кейтнесса. С 19753 по 1995 год — лорд-лейтенант Кейтнесса.

## Семья
14 февраля 1952 года Робин Синклер женился на Маргарет Бомонт Робертсон (1918 — май 2017), дочери полковника Джозайи Джеймса Робертсона. У супругов было двое сыновей и одна дочь:
- Джон Арчибальд Синклер, 3-й виконт Тёрсо род. 10 сентября 1953), старший сын и преемник отца.
- Достопочтенный Патрик Джеймс Синклер (род. 21 декабря 1954), в 1974 году он женился на Кэрол Норт, с которой развелся в 1984 году. У супругов было трое детей.
- Достопочтенная Камилла Джанет Синклер (род. 2 августа 1957), в 1983 году она вышла за Роберта Брюса Сэнсона, от брака с которым у неё было двое дочерей.

Лорд Тёрсо скончался в июне 1995 года в возрасте 72 лет. Ему наследовал его старший сын Джона Арчибальд Синклер, 3-й виконт Тёрсо.